# Alessandro Campeggi
Alessandro Campeggi (Bologna, 12 aprile 1504 – Roma, 21 settembre 1554) è stato un cardinale e vescovo cattolico italiano.
Fu vescovo di Bologna dal 19 marzo 1526 al 6 marzo 1553.

## Biografia
Dopo aver fatto studi umanistici, frequentò i corsi di diritto all'Università di Padova. Seguendo la consolidata tradizione familiare, intraprese la carriera ecclesiastica e a ventidue anni, nel 1526, ottenuta una dispensa per la sua giovane età, ottenne il vescovato di Bologna, succedendo a suo padre Lorenzo. Papa Giulio III, dopo aver superato alcune riserve sulla famiglia Campeggi, stimata poco rispettosa e non disponibile a rinunciare a un loro feudo, lo elevò al rango di cardinale nel concistoro del 20 novembre 1551. Partecipò, con qualche iniziale riluttanza,  alla seconda fase del Concilio di Trento che si svolse dal 1547 nella sua diocesi di Bologna.  I suoi interventi ai lavori conciliari furono comunque piuttosto modesti.  Nel 1553, così come aveva fatto il padre nei suoi confronti, rinunciò al titolo di vescovo di Bologna in favore del cugino Giovanni Campeggi.
Morì il 21 settembre 1554 all'età di 50 anni.

## Genealogia episcopale
La genealogia episcopale è:
- Vescovo Ottaviano de Castello
- Cardinale Alessandro Campeggi